# Simon James
Simon James är en brittisk arkeolog vid British Museum. James har författat många verk om de antika medelhavsländerna. Han har bland annat skrivit och forskat om den antika romerska staden Dura-Europos i nuvarande Syrien.
Mest omtalad blev James vid slutet av 1990-talet då han framförde sin kontroversiella teori om kelternas vara eller icke vara.